# 203 mm/53 Ansaldo Mod. 1927/1929
203 mm/53 Ansaldo Mod. 1927/1929 — 203,2-миллиметровое корабельное артиллерийское орудие, разработанное и производившееся в Италии. Состояло на вооружении Королевских ВМС Италии. Разработано компанией Ansaldo для тяжёлых крейсеров типа «Зара». Также использовалось на тяжёлом крейсере «Больцано». Применялось во Второй мировой войне. Как артиллерийская система, отличалась целым рядом серьёзных недостатков, значительно снижавшими боевой потенциал итальянских тяжёлых крейсеров.

## Конструкция
203-мм пушка Mod. 1927/1929 состояло из лейнера, внутренней трубы, по всей длине заключённой в кожух, скрепляющего кольца, и казённика. Орудие снабжалось горизонтальным поршневым затвором системы Велина (англ. Welin breech block) с гидравлическим приводом.
Нарезка — постоянная, с шагом 30 клб. Замена лейнера могла производиться прямо на корабле.
В качестве метательного пороха в начале 1930-х гг. использовался состав марки «С», близкий к британскому кордиту начала Первой мировой и состоявший из 25,5 % нитроглицерина, 68,5 % нитроцеллюлозы, 5 % вазелина и 1 % бикарбоната натрия.
Существенным недостатком итальянской артиллерии являлось отсутствие беспламенных порохов — одна из причин, из-за которой тяжёлые крейсера считались непригодными для ночного боя.